# 法內情大結局
《法內情大結局》是一部1989年上映的香港剧情片，麥當傑执导，刘德华和葉德嫻主演。它是1988年《法内情》续集，为该系列的最后一部。

## 剧情简介
律師劉志鵬為了替母親劉惠蘭洗刷不白之冤的罪名，不惜假公濟私，最終因爲妨礙司法公正而丟了工作，自毀前程。他被革職後生活受到影響，兩情相悅的戀人亦選擇了離開。
更糟糕的是，奸黨為了替同黨報仇，對劉志鵬諸多凌辱陷害，還誣賴他殺死探員山雞，劉志鵬被淪爲謀殺探員的罪魁禍首而遭到了拘捕。
讓劉志鵬沒有想到的是，指證他的目擊證人不是別人，竟是他失散多年的親生父親陳興。劉惠蘭為了救拯救兒子志鵬，苦苦哀求丈夫，還劉志鵬清白，不要誣害自己的兒子。
在公堂之上，陳興良心發現，更改了口供，同時主控官忽然請求撤銷此案，原來他發現了真正的兇手；與此同時，真兇亦落入法網，有十足的證據證明，主控官拿出物證和人證，證明真兇是洪探長，因為山雞和他太太通姦，劉志鵬與這一連串的犯罪事實沒有任何關係。
劉志鵬被宣布無罪釋放後，得知劉慧蘭因病住進了醫院，命在旦夕，隨即趕到醫院探望瀕死的母親，惠蘭見到志鵬無罪釋放，安心地走完了人生的道路，離開人世，最終，劉志鵬和陳興父子相認抱頭痛哭。

## 角色
| 演員   | 角色                       |
| 刘德华 | 劉志鵬，劉惠蘭之子         |
| 葉德嫻 | 劉惠蘭，劉志鵬生母         |
| 羅烈   | 陳興，劉志鵬失散多年的生父 |
| 劉兆銘 | 老關，劉志鵬助理兼老友     |
| 秦沛   | 秦檢察官                   |
| 楊澤霖 | 洪探長，殺死山雞的真兇     |
| 吳海添 | 法官                       |
| 陳敬   | 警員山雞                   |
| 吳廷燁 |                            |
| 駱達華 |                            |

## 外部連結
- 香港影庫上《法內情大結局》的資料（繁體中文）
- 開眼電影網上《法內情大結局》的資料（繁體中文）
- 豆瓣电影上《法內情大結局》的資料 （简体中文）
- 时光网上《法內情大結局》的資料（简体中文）
- AllMovie上《法內情大結局》的资料（英文）
- 互联网电影数据库（IMDb）上《法內情大結局》的资料（英文）